# Шпук Ростислав Васильович
Шпук Ростислав (15 серпня 1967, Івано-Франківськ) — український письменник, підприємець, громадський діяч, блогер, фотограф, культуртрегер, співзасновник мистецького простору Підземний Перехід «Ваґабундо» у Івано-Франківську.

## Життєпис

### Освіта
1989 — закінчив Івано-Франківський інститут нафти і газу, механічний факультет за спеціальністю «Роботизація. Металорізальні станки та інструменти», за фахом – інженер-механік. Після закінчення інституту працював у цьому ж виші науковим працівником, готувався до аспірантури з науково-дослідницькою темою «Самозапальний високотемпературний синтез».

### Діяльність

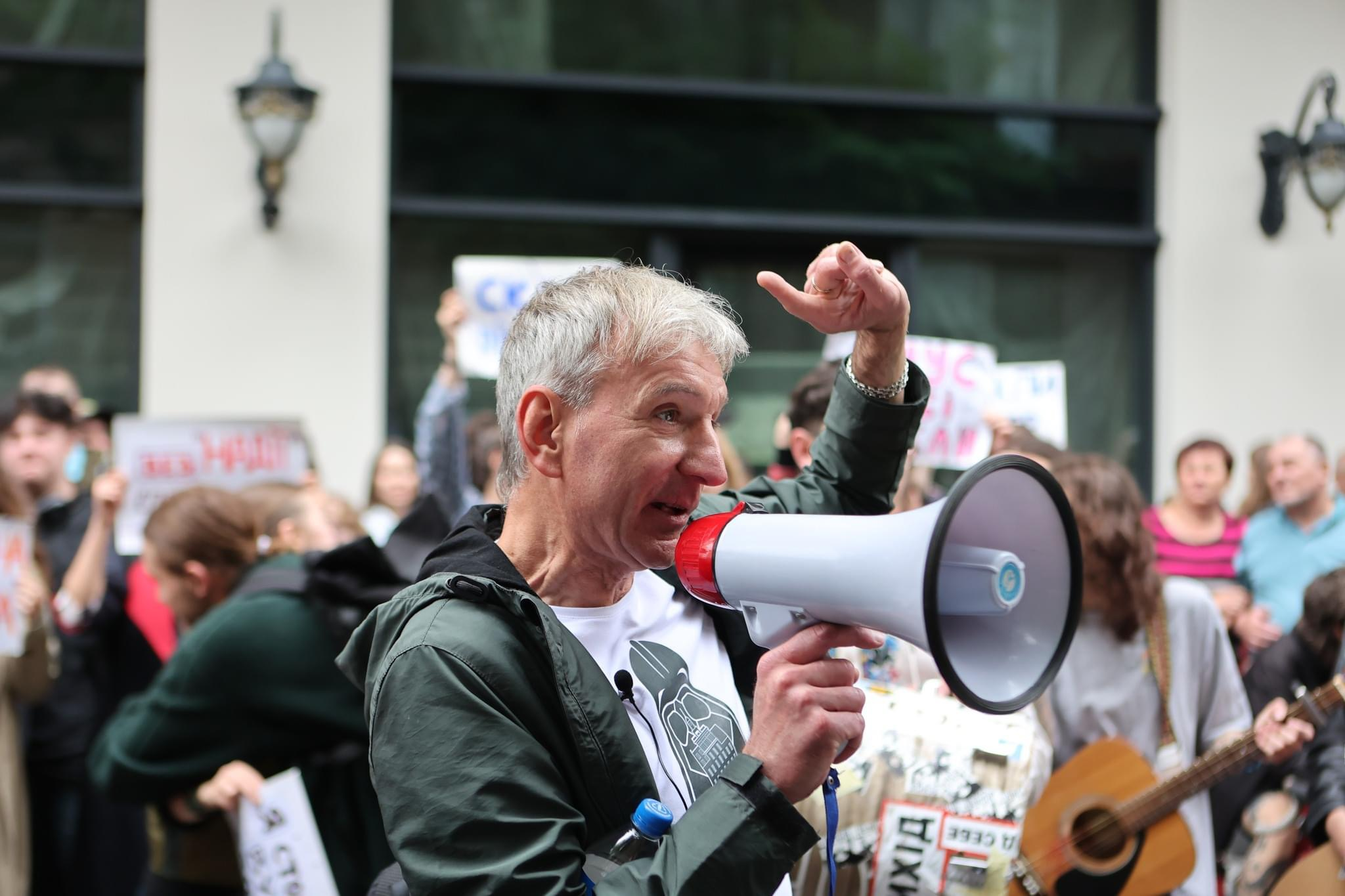
Ростислав Шпук на акції протесту в Івано-Франківську проти спотворення колишньої будівлі готелю Дністер (2021)

В 1993 — 1995 — заступник комерційного директора у Спільному Австрійсько-Українському Підприємстві «Гелд-Рінг-Зонд».
1995 — заснував ТОВ «КОЛО», директором якого є дотепер. Фірма спеціалізується на виробництві світлодіодних опор і проєктах освітлення. Освітлив увесь Івано-Франківськ, в тому числі створив проєкт модернового освітлення великого озера, Буковелі та частково інші міста.
1989 — 1994 — член в Народного Руху України.
1995 — 2015 — організовує та фінансує мистецькі заходи, концерти, виставки в Івано-Франківську.
2008 — 2015 — учасник соціо-культурного благодійного проєкту «Просто неба», автор відомого фотопроєкту «Б.О.М.Ж.» (без ознак мистецького життя), в якому відомі митці грали роль безхатченків: Юрій Андрухович, Тарас Прохасько, Таня Малярчук, Ірена Карпа, Володимир Єшкілєв, Юрій Іздрик, Мирослав Яремак, Григорій Семенчук, Софія Андрухович, Андрій Бондар, Олег Гнатів.
Організатор протестів проти спотворення визначної памятки архітектури — колишнього готелю Дністер, де проголошувався Акт Злуки УНР і ЗУНР.